# ごらくみん
ごらくみんは、「すんげー!Best10」（ABCテレビ）の中で結成された、お笑い芸人たちによるコントグループ。
ほぼ同期にデビューした芸人たちで結成されている。

## メンバー
メッセンジャー
メッセンジャー黒田
メッセンジャーあいはら
ぴのっきを
蛸島屋鶴千代
清水共一
杉岡みどり

## 披露したコント
- 「戦え！ラーメンジャー」

戦隊番組（ゴレンジャーなど）のパロディーである。

## 出演番組
- すんげー!Best10

この番組の続編にあたる「しゅんげー!ベスト10」（2007年放送）には、ごらくみんのメンバーは出演していない。しかし、パラ軍団に所属する芸人が出演している（順位は最下位でオフエア）。

## メンバーのその後
解散後はそれぞれの活動に専念
- メッセンジャーは、関西で爆発的な人気を得て現在も活躍中。Wコウジ曰く、「関西の芸人について非常に詳しい」らしく、恐らく現在では関西お笑い界の大御所に近い立場に立っていると思われる。
- ぴのっきをは名前を３度変えた後、2000年に解散。蛸島屋は芸能界引退、清水は改名しピン芸人になった（その後清水は2006年に逝去）。
- 杉岡はソロライブを定期的に行いながら、R-1ぐらんぷりへも毎年出演するなど積極的に活動している。その他、放送作家としても活動中。